# Breiðafjall (berg i Island, Norðurland eystra)
Breiðafjall är ett berg i republiken Island. Det ligger i regionen Norðurland eystra, 250 km nordost om huvudstaden Reykjavík. Toppen på Breiðafjall är 538 meter över havet.
Trakten runt Breiðafjall är nära nog obefolkad, med mindre än två invånare per kvadratkilometer. Närmaste större samhälle är Siglufjörður, nära Breiðafjall. Trakten runt Breiðafjall består i huvudsak av gräsmarker.